# Choi Sung-yong
Choi Sung-yong (en hangul, 최성용; en hanja, 崔 成勇; nacido el 25 de diciembre de 1975 en Masan, Gyeongsang del Sur) es un exfutbolista surcoreano. Jugaba de defensa lateral o de centrocampista y su último club fue el Thespa Kusatsu de Japón. Actualmente se desempeña como asistente técnico de Choi Kang-hee, entrenador del Shanghái Shenhua de China.
Choi fue internacional absoluto por la Selección de fútbol de Corea del Sur y disputó todos los partidos de su país en la Copa Mundial de la FIFA 1998, además de ser miembro del plantel en la edición 2002. Hizo su debut internacional en 1995 contra Japón.
Tras la Copa Mundial de la FIFA 2002 en su país, se unió al Suwon Samsung Bluewings de Corea del Sur y contribuyó al equipo a obtener el título de liga de la temporada 2004.

## Trayectoria

### Clubes como futbolista
| Club                      | País          | Año         |
| ------------------------- | ------------- | ----------- |
| Sangmu (servicio militar) | Corea del Sur | 1997 - 1998 |
| Vissel Kobe               | Japón         | 1999 - 2000 |
| LASK Linz                 | Austria       | 2001        |
| Suwon Samsung Bluewings   | Corea del Sur | 2002 - 2006 |
| Yokohama F.C. (préstamo)  | Japón         | 2006        |
| Ulsan Hyundai Horang-i    | Corea del Sur | 2007        |
| Thespa Kusatsu            | Japón         | 2008 - 2010 |

### Selección nacional como futbolista
| Selección | País          | Año         |
| --------- | ------------- | ----------- |
| Sub-20    | Corea del Sur | 1993        |
| Sub-23    | Corea del Sur | 1994 - 1996 |
| Absoluta  | Corea del Sur | 1995 - 2003 |

### Clubes como entrenador
| Club                                            | País          | Año             |
| ----------------------------------------------- | ------------- | --------------- |
| Gangwon F.C. (entrenador del equipo de reserva) | Corea del Sur | 2011 - 2012     |
| Suwon Samsung Bluewings (asistente)             | Corea del Sur | 2013 - 2018     |
| Dalian Yifang (asistente)                       | China         | 2019            |
| Shanghái Shenhua (asistente)                    | China         | 2019 - Presente |

## Estadísticas

### Como futbolista

#### Clubes
| Rendimiento de club | Rendimiento de club     | Rendimiento de club | Liga  | Liga  | Copa               | Copa               | Copa de la Liga | Copa de la Liga | Total | Total |
| Año                 | Club                    | Liga                | Part. | Goles | Part.              | Goles              | Part.           | Goles           | Part. | Goles |
| Japón               | Japón                   | Japón               | Liga  | Liga  | Copa del Emperador | Copa del Emperador | Copa J. League  | Copa J. League  | Total | Total |
| ------------------- | ----------------------- | ------------------- | ----- | ----- | ------------------ | ------------------ | --------------- | --------------- | ----- | ----- |
| 1999                | Vissel Kobe             | J1 League           | 26    | 0     | 1                  | 0                  | 1               | 0               | 28    | 0     |
| 2000                | Vissel Kobe             | J1 League           | 25    | 0     | 1                  | 0                  | 4               | 0               | 30    | 0     |
| Austria             | Austria                 | Austria             | Liga  | Liga  | Copa de Austria    | Copa de Austria    | Copa de la Liga | Copa de la Liga | Total | Total |
| 2000–01             | LASK Linz               | Bundesliga          | 13    | 1     |                    |                    |                 |                 | 13    | 1     |
| 2001–02             | LASK Linz               | Primera Liga        | 6     | 0     |                    |                    |                 |                 | 6     | 0     |
| Corea del Sur       | Corea del Sur           | Corea del Sur       | Liga  | Liga  | KFA Cup            | KFA Cup            | Copa de la Liga | Copa de la Liga | Total | Total |
| 2002                | Suwon Samsung Bluewings | K League 1          | 11    | 0     |                    |                    |                 |                 | 11    | 0     |
| 2003                | Suwon Samsung Bluewings | K League 1          | 23    | 0     | 1                  | 0                  | -               | -               | 24    | 0     |
| 2004                | Suwon Samsung Bluewings | K League 1          | 20    | 1     | 0                  | 0                  | 12              | 0               | 32    | 1     |
| 2005                | Suwon Samsung Bluewings | K League 1          | 16    | 0     | 3                  | 0                  | 7               | 0               | 26    | 0     |
| 2006                | Suwon Samsung Bluewings | K League 1          | 8     | 0     | 0                  | 0                  | 4               | 0               | 12    | 0     |
| Japón               | Japón                   | Japón               | Liga  | Liga  | Copa del Emperador | Copa del Emperador | Copa J. League  | Copa J. League  | Total | Total |
| 2006                | Yokohama FC             | J2 League           | 22    | 0     | 1                  | 0                  | -               | -               | 23    | 0     |
| Corea del Sur       | Corea del Sur           | Corea del Sur       | Liga  | Liga  | KFA Cup            | KFA Cup            | Copa de la Liga | Copa de la Liga | Total | Total |
| 2007                | Ulsan Hyundai           | K League 1          | 8     | 0     | 0                  | 0                  | 0               | 0               | 8     | 0     |
| Japón               | Japón                   | Japón               | Liga  | Liga  | Copa del Emperador | Copa del Emperador | Copa J. League  | Copa J. League  | Total | Total |
| 2008                | Thespa Kusatsu          | J2 League           | 37    | 0     | 1                  | 0                  | -               | -               | 38    | 0     |
| 2009                | Thespa Kusatsu          | J2 League           | 7     | 0     | 2                  | 0                  | -               | -               | 9     | 0     |
| 2010                | Thespa Kusatsu          | J2 League           | 4     | 0     | 0                  | 0                  | -               | -               | 4     | 0     |
| País                | Japón                   | Japón               | 121   | 0     | 6                  | 0                  | 5               | 0               | 132   | 0     |
| País                | Austria                 | Austria             | 19    | 1     |                    |                    |                 |                 | 19    | 1     |
| País                | Corea del Sur           | Corea del Sur       | 86    | 1     |                    |                    |                 |                 | 86    | 1     |
| Total carrera       | Total carrera           | Total carrera       | 226   | 2     | 6                  | 0                  | 5               | 0               | 237   | 2     |

#### Selección nacional
Fuente:
| Selección de Corea del Sur | Selección de Corea del Sur | Selección de Corea del Sur |
| Año                        | Part.                      | Goles                      |
| -------------------------- | -------------------------- | -------------------------- |
| 1995                       | 3                          | 0                          |
| 1996                       | 0                          | 0                          |
| 1997                       | 12                         | 0                          |
| 1998                       | 24                         | 1                          |
| 1999                       | 2                          | 0                          |
| 2000                       | 5                          | 0                          |
| 2001                       | 8                          | 0                          |
| 2002                       | 8                          | 0                          |
| 2003                       | 3                          | 0                          |
| Total                      | 65                         | 1                          |

##### Goles internacionales
| No | Fecha              | Sede            | Oponente | Gol   | Resultado | Competición        |
| -- | ------------------ | --------------- | -------- | ----- | --------- | ------------------ |
| 1. | 4 de marzo de 1998 | Yokohama, Japón | China    | 1 gol | 2-1       | Copa Dinastía 1998 |

##### Participaciones en fases finales
| Torneo                                       | Sede                  | Resultado        | Partidos | Goles |
| -------------------------------------------- | --------------------- | ---------------- | -------- | ----- |
| Campeonato Mundial de Fútbol Juvenil de 1993 | Australia             | Primera fase     | 3        | 0     |
| Juegos Olímpicos de 1996                     | Atlanta               | Primera fase     | 3        | 0     |
| Copa Mundial de Fútbol de 1998               | Francia               | Primera fase     | 3        | 0     |
| Juegos Asiáticos de 1998                     | Bangkok               | Cuartos de final | —        | —     |
| Copa de Oro de la Concacaf 2000              | Estados Unidos        | Primera fase     | 0        | 0     |
| Copa Asiática 2000                           | Líbano                | Tercer puesto    | 2        | 0     |
| Copa Confederaciones 2001                    | Corea del Sur / Japón | Primera fase     | 3        | 0     |
| Copa de Oro de la Concacaf 2002              | Estados Unidos        | Cuarto puesto    | 3        | 0     |
| Copa Mundial de Fútbol de 2002               | Corea del Sur / Japón | Cuarto puesto    | 0        | 0     |